# Japonské císařské regálie

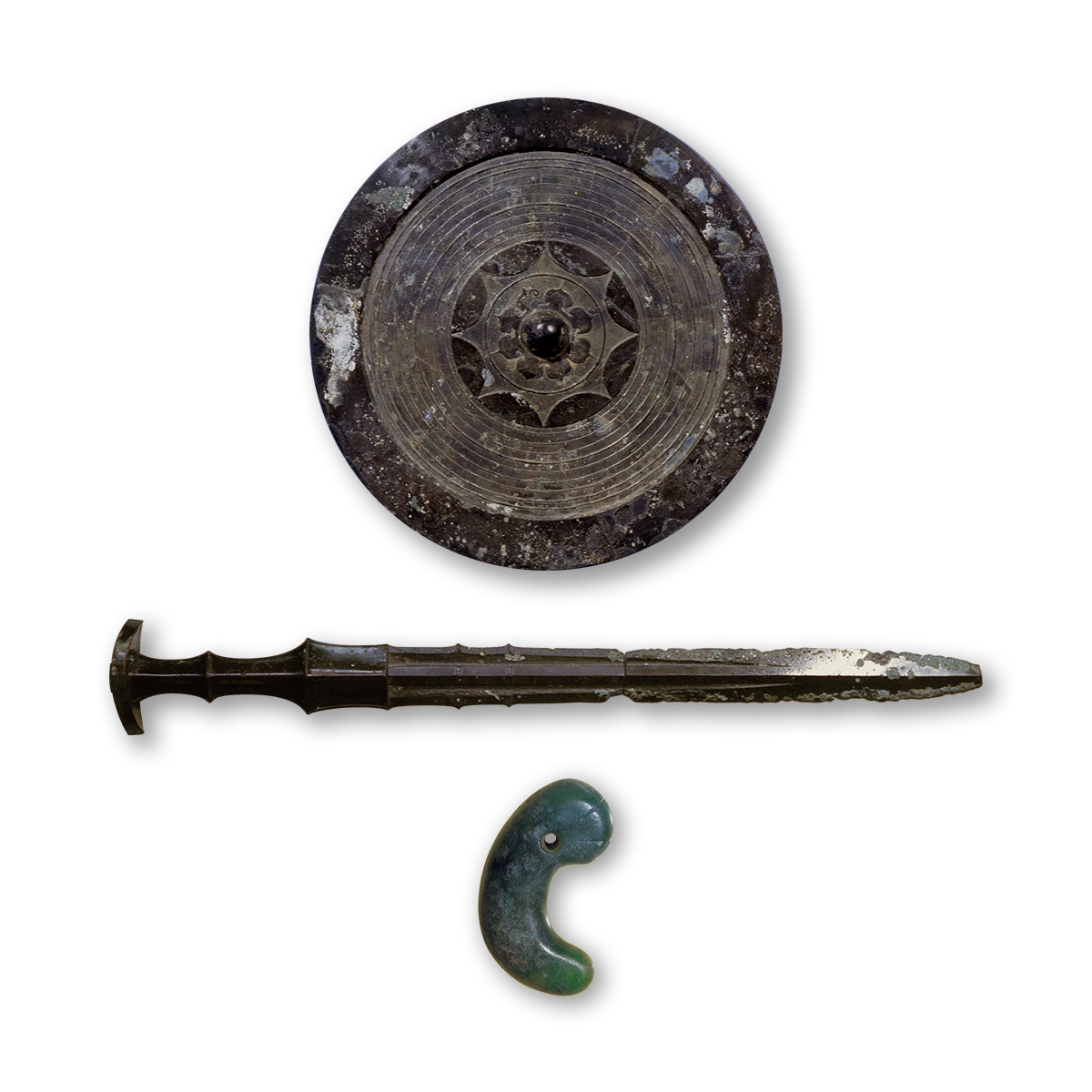
Umělecká představa Tří posvátných pokladů

Japonské císařské regálie zvané též Tři posvátné poklady (japonsky 三種の神器, Sanšu no Džingi/Mikusa no Kamudakara) jsou meč Kusanagi no curugi (草薙劍), zrcadlo Jata no kagami (八咫鏡) a klenot Jasakani no magatama (八尺瓊曲玉). Představují tři základní ctnosti: chrabrost (meč), moudrost (zrcadlo) a laskavost (klenot). O jejich podobě a původu není nic přesného známo, protože přístup k nim má pouze japonský císař a několik vybraných kněží a při císařské korunovaci jsou regálie zahaleny látkou. Má se za to, že meč je uložen ve svatyni Acuta v Nagoji, klenot v císařském paláci v Tokiu a zrcadlo v komplexu Velké svatyně v Ise.

## Legenda
Podle legendy přinesl tyto poklady na Zem legendární předek japonských císařů bůh Ninigi-no-Mikoto, když ho jeho babička, bohyně slunce Amaterasu, poslala na Zem, aby zjednal klid v Japonsku. Tyto poklady byly posléze předány prvnímu japonskému císaři Džimmuovi, který byl Ningiho prapravnukem. Staly se tradičním symbolem císařova božství jako potomka vládkyně bohů Amaterasu, což stvrzovalo jeho legitimitu coby nejvyššího vládce Japonska.
Kroniky Kodžiki a Nihonšoki vyprávějí, že po roztržce se svým divokým bratrem Susanoo-no-Mikotem se před ním bohyně Amaterasu ukryla v jeskyni, čímž uvrhla svět do naprosté temnoty. Bohyně Ama no Uzume pověsila před vchod do jeskyně zrcadlo a klenoty a vylákala Amaterasu ven z jeskyně. Jakmile Amaterasu vyšla, spatřila v zrcadle svůj vlastní odraz, což ji natolik vyděsilo, že ji ostatní bohové mohli vytáhnout. Susanoo jí později jako omluvu daroval meč Kusanagi, který našel v jednom z ocasů osmihlavého a osmiocasého hada Jamaty no Oročiho, kterého zabil.
Na konci Genpeiské války v roce 1185 byl šestiletý císař Antoku spolu s císařskými regáliemi pod ochranou mocného klanu Taira. Byl při tom, když byli Tairové poraženi klanem Minamoto, s nímž vedli válku, v námořní bitvě v zátoce Dan-no-ura v mělkém průlivu Šimonoseki. Císařova babička Tokiko Taira vrhla do moře nejprve všechny tři posvátné poklady a poté i sebe s malým císařem, aby se jich nezmocnili Minamotové. Nepřátelským vojákům se podařilo zrcadlo vylovit, ale podle zprávy o bitvě jeden z nich, který se pokoušel kazetu se zrcadlem násilím otevřít, náhle oslepl. Klenot krátce nato vylovily lovkyně perel ama, ale meč se ztratil. Existuje řada středověkých textů, které pojednávají o ztrátě meče. Tvrdí se v nich, že jeho replika byla ukována později nebo že onen ztracený meč byl sám replikou, případně že ho vrátily na pevninu nadpřirozené síly.

## Role

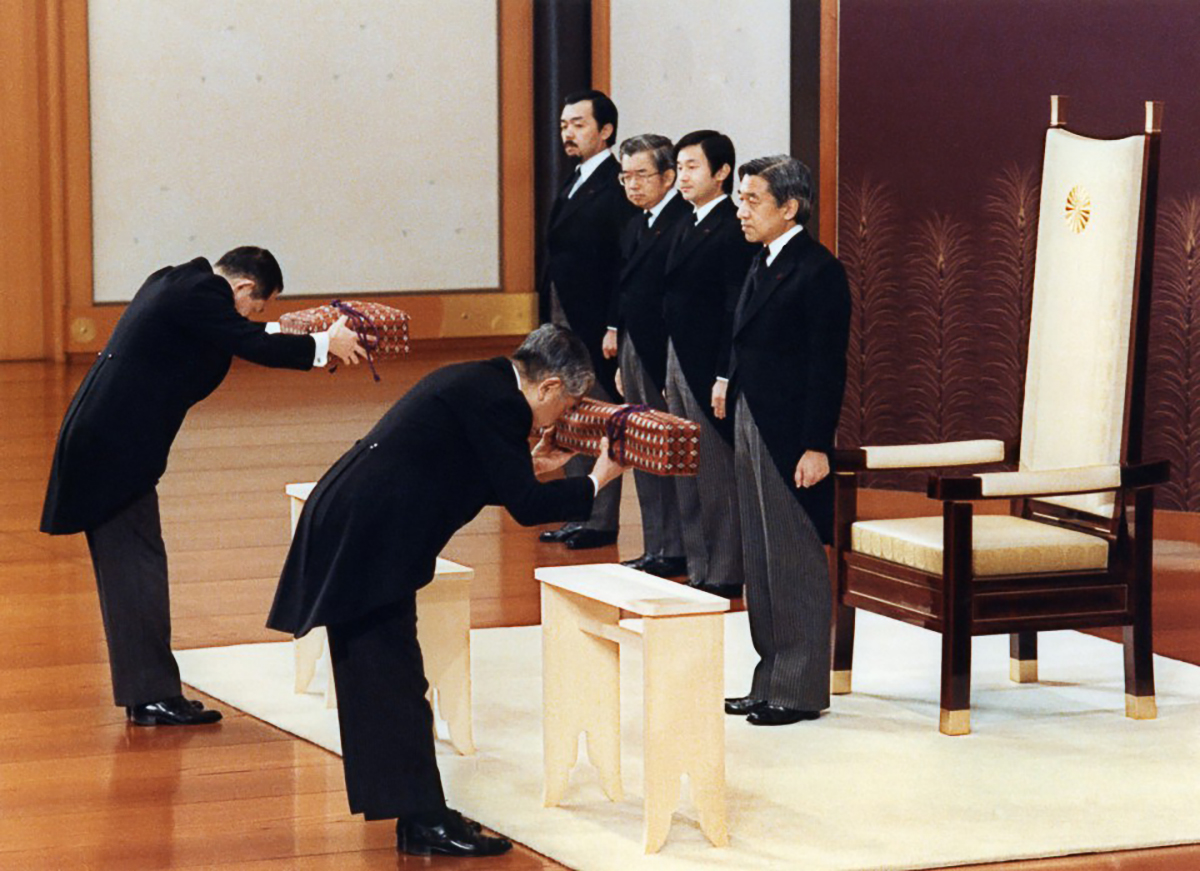
Předávání meče Kusanagi no Curugi a klenotu Jasakani no Magatama při nástupu císaře Akihita na Chryzantémový trůn v lednu 1989

Od roku 690 je ústředním prvkem obřadu uvedení na Chryzantémový trůn předávání Tří posvátných pokladů novému japonskému císaři kněžími ve svatyni. Tento obřad není veřejný a posvátné poklady smí podle tradice spatřit pouze císař a vybraní kněží. Ačkoli skutečné umístění pokladů není oficiálně nijak potvrzeno, má se obecně za to, že meč Kusanagi no curugi je uložen svatyni Acuta v Nagoji, klenot Jasakani no magatama je přechováván v prostoru ústřední svatyně Kašiko-dokoro (賢所) císařského paláce v Tokiu, kde je prý rovněž přechovávána replika posvátného zrcadla. Vlastní zrcadlo Jata no kagami má být uschováno v komplexu Velké svatyně v Ise v prefektuře Mie. První obřady, při nichž byly Tři posvátné poklady po 2. světové válce přítomné, byl nástup na trůn a intronizace císaře Akihita v letech 1989 a 1990. Jejich prozatím poslední přítomnost při obřadu byla u příležitosti uvedení císaře Naruhita na trůn. Císař poklady formálně převzal do vlastnictví při krátkém obřadu 1. května 2019. Posvátné poklady nebyly při těchto veřejných příležitostech nikdy odhaleny, zůstávaly zabalené v balíčcích či krabicích, které je chránily před pohledy nepovolaných očí.
Pokud posvátné poklady právě neslouží ceremoniálním účelům, bývají uschovány mimo dosah veřejnosti a místo jejich uložení není zveřejněno. Podle odborníka na středověké Japonsko Mikaela Adolphsona, který je profesorem na Cambridgeské univerzitě, zvyšuje tato strategie tajuplnost, a tedy i autoritu Třech posvátných pokladů. Profesor Adolphson dále prohlásil, že šintoistická náboženská tradice je "obzvlášť ochranářská", pokud jde o její symboly. V Japonsku podle něj panuje všeobecná neochota umožnit historickou analýzu Třech posvátných pokladů, protože by je to mohlo případně „demytologizovat“.
Odborníci mají za to, že císařské regálie představují splynutí starověkých japonských domorodých skupin s nově příchozími. Tři posvátné poklady jsou symbolem toho, že císař by měl sjednocovat jednotlivé etnické skupiny bez jakékoli diskriminace.
O významu Třech posvátných pokladů pro Japonsko svědčí výnosy, které císař Hirohito vydal na konci 2. světové války, 25. a 31. července 1945, v nichž ministru strážci tajné pečeti Japonska Kóičimu Kidovi nařizuje, aby Tři posvátné poklady chránil „za každou cenu“.